# NU-1000
NU-1000是由锆和1,3,6,8-四(4-羧基苯基)芘（H4L）构成的介孔金属有机框架材料，化学式为C88H60O32Zr6，最初于美国西北大学（Northwestern University）合成，它的Zr6簇具有八面体结构，簇的三角面与μ3-氧或μ3-羟基相连。

## 合成
NU-1000可由四氯化锆、苯甲酸和H4L在120 °C于DMF中反应得到。

## 相关化合物
NU-1000的异构体ISO-NU-1000可由四氯化锆和4,5,9,10-四(4-羧基苯基)芘在甲酸存在下反应得到，它的孔径和NU-1000相比有所变化。